# Los corsarios de Blake
"Los 7 de Blake" fue una serie inglesa de ciencia ficción y corte futurista que fue transmitida por BBC1. En mercados hispanoamericanos, fue emitida desde 1978 hasta 1981 por VTV Canal 8, donde fue llamada "Los corsarios de Blake". En España, se llamó "Los 7 de Blake".

## Argumento
La serie cubre la lucha de un grupo de rebeldes contra una corrupta federación galáctica que somete a la mayoría de los habitantes de la galaxia. Además contó con diversos directores para los distintos capítulos entre los que se pueden mencionar Vere Lorrimer o Michael E. Briant.
El protagonista es Roj Blake, interpretado por Gareth Thomas, quien se opone a la federación siendo sometido y borrados todos sus recuerdos. Sin embargo, ante la injusticia que sigue aún presente se vuelve a rebelar y es hecho prisionero. En su cautiverio logra unirse a un grupo de prisioneros y escapar para emprender un conjunto de aventuras a bordo de una nave espacial llamada "El liberador".